# 加賀アミューズメント
加賀アミューズメント株式会社（KAGA AMUSEMENT CO.,LTD.）は、アミューズメント関連機器の企画・開発・製造・販売などを手掛ける日本の企業。

## 概要
2006年5月10日にエイブルコーポレーションが民事再生法を申請し、その後債権者である加賀電子がエイブルコーポレーションのアミューズメント関連機器販売業務の譲渡をエイブルコーポレーションに申し入れ、加賀電子は東京地方裁判所の許可の下で、同年8月28日にエイブルコーポレーションからアミューズメント関連機器販売業務を譲受した。同時に、エイブルコーポレーションが行っていた業務は加賀電子特機事業本部AM営業部が手掛けることになった。
加賀電子は2007年2月7日に、特機事業本部AM営業部の中にあるアミューズメント部門を、同年4月1日付で加賀アミューズメント株式会社へ分社化することを発表。加賀アミューズメントは同年4月2日付で、加賀電子からアミューズメント部門を新設分割により譲受した。
分社化後は、自社製品の企画・開発・製造・販売の他にも、グループ企業である加賀デバイス製品の販売、北日本通信工業などの他社製品の販売、海外メーカー製品の輸入業務などを行っている。

## 沿革
- 2007年4月2日 - 設立。同時に加賀電子からアミューズメント部門を譲受。
- 2018年 - ジャパンアミューズメントエキスポ2018にて、「ATARI TABLE PONG」をタイトーと共同で出展[5]。

## 取扱製品
グループ会社である加賀デバイスが2018年12月にメイクソフトウェアの破産管財人から事業譲受したプリントシール機を、旧:メイクソフトウェア時代から取り扱っている他、北日本通信工業が製造している「デカクレ」シリーズなどの他社製品も取り扱っている。また、タイトーが販売している「ATARI TABLE PONG」の輸入も担当している。
詳細は製品情報を参照